# Orthonama olivacea
Orthonama olivacea är en fjärilsart som beskrevs av W. Warren 1900. Orthonama olivacea ingår i släktet Orthonama och familjen mätare. Inga underarter finns listade i Catalogue of Life.

## Bildgalleri

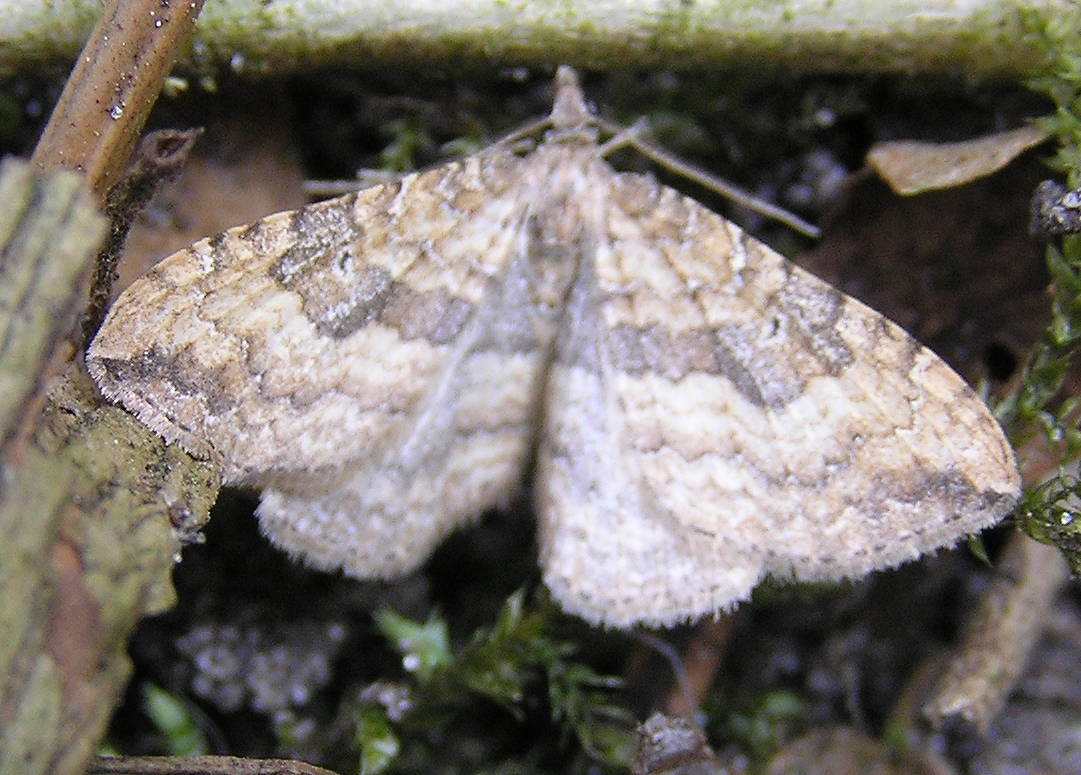